# Жълт картон
В няколко вида спортове жълтият картон е наказателна мярка спрямо даден състезател, с която той бива предупреден, че спортното му поведение не е на ниво. Най-често жълтите картони се свързват с футбола.

## Футбол
Във футбола съдията показва жълт картон, за да се покаже, че даден играч бива предупреден официално. След това името на играча се вписва в тефтера на рефера.
Футболист, на когото е бил показан жълт картон, може да продължи да играе мача. Ако обаче той получи втори жълт картон, което означава червен картон, то играчът трябва да напусне игрището веднага и да прекрати участието си в мача.
Според 12-ото правило от Правилата на играта (които са изработени от Международния борд на Футболната асоциация и се използват от ФИФА), жълт картон се присъжда в следните случаи:
- неспортсменско поведение
- несъгласие с рефера, изразено словесно или чрез действие
- систематично нарушаване на Правилата на играта
- умишлено забавяне при подновяването на играта
- незачитане на разстоянието, на което трябва да се стои от топката при изпълнение на ъглов удар (корнер) или свободен удар
- влизане или повторно навлизане в игрището без разрешението на съдията
- умишлено напускане на игрището без разрешението на съдията

Това са много общи случаи и съдията има правото да реши дали извършителят на дадена постъпка трябва да бъде предупреден. Други футболни правила могат да уточняват обстоятелствата, при които се прави предупреждение, или различни директиви да упътват съдиите.
Един играч може да бъде предупреден с жълт картон и да продължи играта, но в много футболни юрисдикции онези играчи, които натрупат определен брой предупреждения за един сезон, състезание или етап в турнир, биват наказвани. Този тип наказания се определят от правилата на състезанието, а не от Правилата на играта.
Жълтите и червените картони са приложени за пръв път от британския рефер Кен Астън. Световното първенство през 1970 е първото, на което картоните се използват масово. До 1970 съществува система за предупреждаване и изгонване на играчи, но с появата на оцветените картони се преодолява езиковата бариера. Картоните стават задължителни на всички футболни равнища през 1992.

## Други спортове
Жълтите картони се използват и в други спортове като хокей на трева, ръгби и хандбал. Ръгбист, на когото е показан жълт картон, бива отстранен от игра за 10 минути.